# Кулеша, Артём Павлович
Артём Па́влович Куле́ша (род. 14 января 1990, Ленинград) — российский футболист, играющий на позициях защитника и полузащитника. В 2010—2012 годах сыграл четыре матча за молодёжную сборную России.

## Карьера
Окончил спортивную школу «Смена» (выпуск 1990 года). С 2007 года начал выступать в молодёжной команде «Зенита». В 2009 году был командирован в команду зоны «Запад» второго дивизиона санкт-петербургскую «Смену-Зенит». Летом 2009 года подписал контракт с казанским «Рубином», с которым выиграл Кубок Содружества стран СНГ-2010.
В 2010 году в составе юношеской сборной России (гл. тренер А. Талалаев) стал победителем Кубка Валерия Лобановского, забив решающий гол в полуфинальном матче против Турции.
В сезоне 2011/12 был арендован клубом «Ростов». Дебютировал в чемпионате России в 4 туре, в игре против клуба «Волга», выйдя на замену вместо Александра Гацкана на 87 минуте.
В матче 16 тура против московского «Спартака» отметился автоголом, который впоследствии решил исход матча.
В сезоне 2015/16 подписал контракт на 2,5 года с «Сконто», был включён в заявку команды на Лигу Европы УЕФА, но соглашение было расторгнуто по обоюдному согласию сторон спустя месяц.
В 2017 году выступал за финский «Култсу» Йоутсено.
В первой части сезона 2018 года выступал за монгольский «Эрчим», в составе которого выиграл золотые медали. Потом играл в любительском чемпионате Санкт-Петербурга.
В марте 2019 года подписал контракт с узбекским клубом «Бухара».
С 2020 года выступал за любительский футбольный клуб «Ядро», в составе которого выиграл бронзовые медали чемпионата Санкт-Петербурга, а также стал обладателем кубка города.
С января по май 2021 выступал за киргизский «Нефтчи» (Кочкор-Ата).
С августа 2021 года выступает за клуб первой лиги Казахстана «Мактаарал» из Атакента.
В сезоне 2021 стал серебряный призёром первой лиги Казахстана в составе «Мактаарала» из Атакента.